# Кетотифен
Кетотифе́н — лекарственное средство, антигистаминный препарат второго поколения, неконкурентный антагонист H1-гистаминовых рецепторов, стабилизатор мембран тучных клеток. Был разработан в Швейцарии в 1970 году фармацевтической компанией Sandoz Pharmaceuticals и изначально использовался для лечения анафилактического шока.
Наиболее часто применяется в виде соли фумаровой кислоты (кетотифен фумарат) и доступен в двух лекарственных формах. В форме глазных капель используется для лечения аллергического конъюнктивита. В таблетированной форме применяется для профилактики астматических приступов, анафилактического шока, а также для лечения различных аллергических реакций .
В 2020 году в США кетотифен был назначен пациентам  более 1 миллиона раз, препарат  занимал 289-е место в списке наиболее часто назначаемых лекарственных средств этой страны.

## Фармакологическое действие
Противоаллергическое средство. Механизм действия связан со стабилизацией мембран тучных клеток и уменьшением высвобождения из них гистамина, лейкотриенов и других биологически активных веществ. Подавляет вызываемое фактором активации тромбоцитов накопление эозинофилов в дыхательных путях. Предупреждает приступы бронхиальной астмы, некоторые другие проявления аллергических реакций немедленного типа. Блокирует гистаминовые H1-рецепторы.

## Фармакокинетика
После приема внутрь практически полностью абсорбируется из желудочно-кишечного тракта. Одновременный прием пищи не влияет на степень абсорбции кетотифена. Метаболизируется на 50% при «первом прохождении» через печень. Cmax в плазме крови достигается в течение 2-4 ч. Период полувыведения из организма человека составляет 12 часов. Связывание с белками плазмы составляет 75%. 

Выводится двухфазно. T½ в начальной фазе составляет 3-5 ч, в конечной - 21 ч. Выводится почками, 60-70% в виде метаболитов, 1% - в неизмененном виде.

## Показания
Профилактика аллергических заболеваний, в т.ч. атопическая бронхиальная астма, аллергический бронхит, сенная лихорадка, аллергический ринит, аллергический дерматит, крапивница, аллергический конъюнктивит.

## Режим дозирования
Принимают внутрь. Взрослым - по 1 мг 2 раза/сут (утром и вечером) во время еды. При необходимости суточную дозу можно увеличить до 4 мг. Максимальная суточная доза: для взрослых - 4 мг. Детям в возрасте 2-3 лет - по 1 мг 2 раза/сут; в возрасте от 6 мес до 3 лет - по 500 мкг 2 раза/сут.

## Побочное действие
Со стороны центральной нервной системы: сонливость, легкое головокружение, замедление психических реакций, обычно исчезающие через несколько дней после начала лечения. 

Со стороны пищеварительной системы: возможно повышение аппетита; редко - диспептические явления, сухость во рту. 

Со стороны системы кроветворения: тромбоцитопения. 

Со стороны мочевыделительной системы: дизурия, цистит. 

Со стороны обмена веществ: увеличение массы тела.

## Противопоказания
Повышенная чувствительность к кетотифену.
Беременность и период лактации.

## Применение при беременности и кормлении грудью
При беременности, особенно в I триместре, применение возможно лишь в том случае, если потенциальная польза для матери превосходит возможный риск для плода.  Кетотифен проникает в грудное молоко, поэтому при необходимости его применения в период лактации следует решить вопрос о прекращении грудного вскармливания.

## Особые указания
Терапевтический эффект кетотифена развивается медленно, в течение 1-2 месяцев. Проводимую антиастматическую терапию следует продолжать по крайней мере в течение 2 недель после начала применения кетотифена. При одновременном применении кетотифена и бронходилататоров доза последних иногда может быть уменьшена. 

### Влияние на способность к вождению автотранспорта и управлению механизмами
Пациенты, принимающие кетотифен, должны воздерживаться от потенциально опасных видов деятельности, связанных с необходимостью повышенного внимания и быстрых психомоторных реакций.

## Лекарственное взаимодействие
Кетотифен может усиливать эффекты седативных, снотворных, антигистаминных средств и этанола. При приеме кетотифена одновременно с пероральными гипогликемическими препаратами отмечалось обратимое снижение количества тромбоцитов.

## Примечание
1. ↑  PubChem. Ketotifen (англ.). pubchem.ncbi.nlm.nih.gov. Дата обращения: 19 мая 2023. Архивировано 10 мая 2023 года.
2. ↑  DailyMed - ZADITOR- ketotifen fumarate solution. dailymed.nlm.nih.gov. Дата обращения: 19 мая 2023. Архивировано 11 июня 2021 года.
3. ↑  Presentation: Ketotifen: A Role in the Treatment of Idiopathic Anaphylaxis (2015 AAAAI Annual Meeting (February 20-24, 2015)). web.archive.org (11 июня 2021). Дата обращения: 19 мая 2023. Архивировано из оригинала 11 июня 2021 года.
4. ↑  Kristin C. Sokol, Neil K. Amar, Jonathan Starkey, J. Andrew Grant. Ketotifen in the management of chronic urticaria: resurrection of an old drug (англ.) // Annals of Allergy, Asthma & Immunology. — 2013-12. — Vol. 111, iss. 6. — P. 433–436. — doi:10.1016/j.anai.2013.10.003. Архивировано 16 июня 2022 года.
5. ↑  Torsten Zuberbier. A Summary of the New International EAACI/GALEN/EDF/WAO Guidelines in Urticaria (англ.) // World Allergy Organization Journal. — 2012. — Vol. 5. — P. S1–S5. — doi:10.1186/1939-4551-5-S1-S1. Архивировано 14 февраля 2020 года.
6. ↑  T. Zuberbier, R. Asero, C. Bindslev‐Jensen, G. Walter Canonica, M. K. Church, A. M. Giménez‐Arnau, C. E. H. Grattan, A. Kapp, M. Maurer, H. F. Merk, B. Rogala, S. Saini, M. Sánchez‐Borges, P. Schmid‐Grendelmeier, H. Schünemann, P. Staubach, G. A. Vena, B. Wedi. EAACI/GA²LEN/EDF/WAO guideline: management of urticaria (англ.) // Allergy. — 2009-10. — Vol. 64, iss. 10. — P. 1427–1443. — ISSN 1398-9995 0105-4538, 1398-9995. — doi:10.1111/j.1398-9995.2009.02178.x. Архивировано 19 мая 2023 года.
7. ↑  The Top 300 of 2020. clincalc.com. Дата обращения: 19 мая 2023. Архивировано 19 марта 2022 года.
8. ↑  Ketotifen - Drug Usage Statistics, ClinCalc DrugStats Database. clincalc.com. Дата обращения: 19 мая 2023. Архивировано 4 июня 2023 года.
9. ↑  A. Grahnén, A. Lönnebo, O. Beck, S-Å Eckernäs, B. Dahlström, B. Lindström. Pharmacokinetics of ketotiffn after oral administration to healthy male subjects (англ.) // Biopharmaceutics & Drug Disposition. — 1992-05. — Vol. 13, iss. 4. — P. 255–262. — ISSN 1099-081X 0142-2782, 1099-081X. — doi:10.1002/bdd.2510130404. Архивировано 16 мая 2023 года.
10. ↑  Rabah M. Shawky, Neveen S. Seifeldin. The relation between antihistamine medication during early pregnancy & birth defects (англ.) // Egyptian Journal of Medical Human Genetics. — 2015-10. — Vol. 16, iss. 4. — P. 287–290. — doi:10.1016/j.ejmhg.2015.04.003. Архивировано 11 апреля 2023 года.